# Pierre Hiard
Pour les articles homonymes, voir Hiard.
Pierre Hiard, né le 22 janvier 1945 à Boulogne-sur-Mer et mort le 23 octobre 2004 à Ault, est un homme politique français, membre du PS.

## Biographie
Il est élu député en 1988 dans la troisième circonscription de la Somme. Il est par ailleurs adjoint au maire d'Ault.
Il tente de se faire élire conseiller général de la Somme, sur le canton d'Ault, mais échoue dès le premier tour.
Aux élections législatives de 1993, candidat à sa réélection dans la troisième circonscription de la Somme, il est éliminé dès le premier tour avec 17,32 % des voix. Jérôme Bignon est finalement élu face à Jacques Pecquery.